# 科恩山 (杜費克海岸)
科恩山（英語：Mount Cohen），是南極洲的山峰，位於杜費克海岸，處於貝蒂山西南面11公里，屬於赫伯特山脈的一部分，海拔高度1,765米，現時由南極條約體系管理。